# Bồ Giang
Bồ Giang (蒲江县, Hán Việt: Bồ Giang huyện) là một huyện thuộc thành phố Thành Đô, Cộng hoà Nhân dân Trung Hoa. Huyện Bồ Giang có diện tích 580 km2, dân số 260.000 người, mã số bưu chính 611630, huyện lỵ đóng tại trấn Hạc Sơn.

## Hành chính
Huyện Bồ Giang có các đơn vị hành chính:
- Trấn: Hạc Sơn, Đại Đường, Thọ An, Triều Dương Hồ, Tây Lai, Đại Hưng, Cam Khê, Thành Giai.
- Hương: Phục Hưng, Quang Minh, Bạch Vân, Trường Thu